# Barringtoni csata
A barringtoni csata egy üldözéses tűzharc volt a Szövetségi Nyomozóiroda és gengszterek között 1934. november 27-én a Chicago közelében fekvő Barrington településen. A lövöldözésben meghalt két FBI-ügynök és a Dillinger-banda hírhedt tagja, Baby Face Nelson (magyarul: Babaarcú Nelson).

## A tűzharc

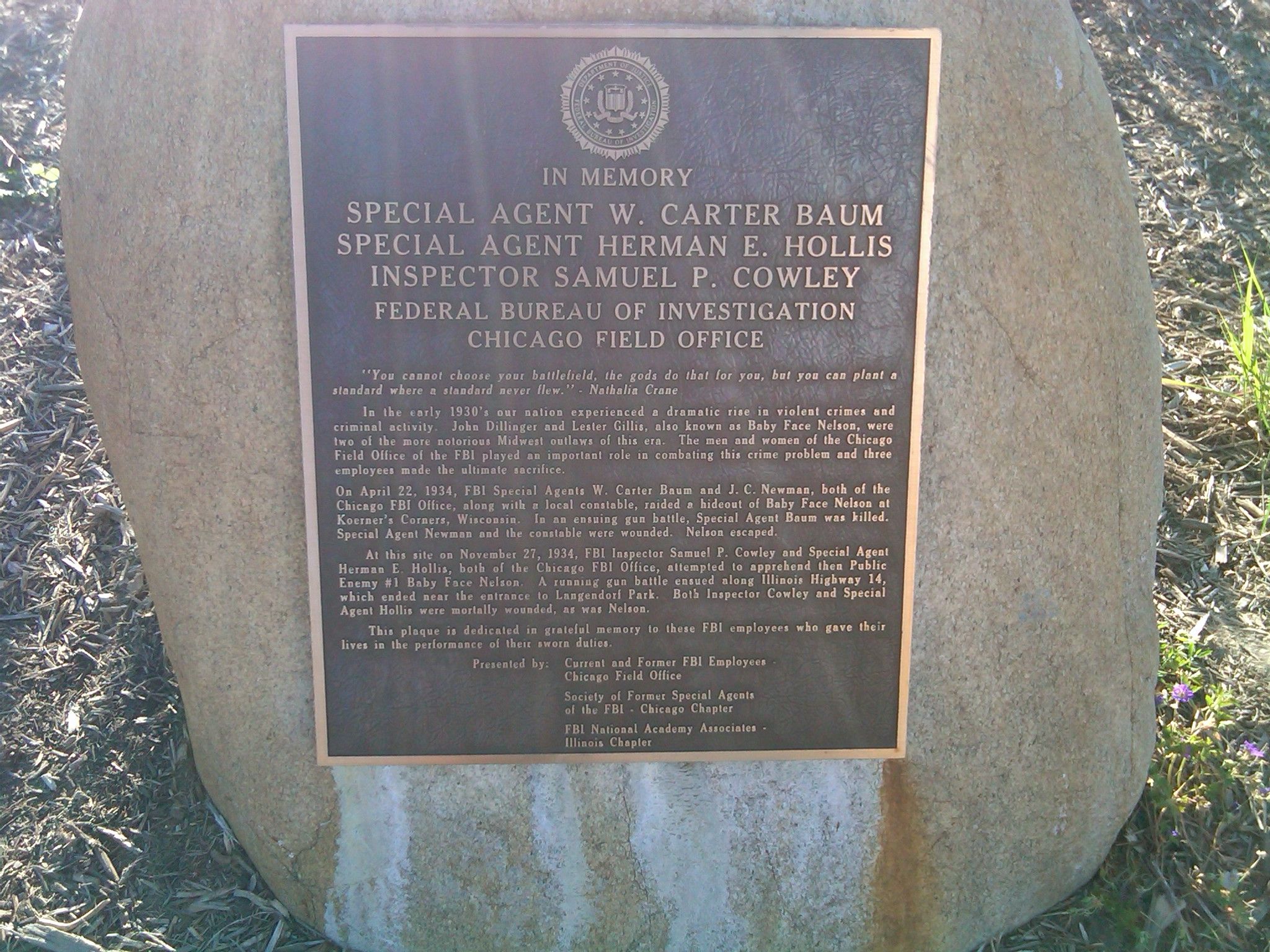
Emléktábla a lövöldözés helyszínén

Nelson, felesége, Helen Gillis és egy másik bűnöző, John Paul Chase a 14-es országúton haladt dél felé, amikor szemből egy FBI-autó érkezett, amelyben két ügynök, Thomas McDade és William Ryan ült. Nelson gyűlölte a rendőröket és szövetségi ügynököket, és volt egy listája a hatóságok által használt autók rendszámáról, mivel vadászott rájuk. Az ügynökök is felismerték Nelsont, és néhány U-kanyar után a bűnözőknek sikerült az FBI-osok mögé kerülni. Lőni kezdtek az ügynökök autójára, amelynek kitört a szélvédője, és kisodródott az útról. Nelsonék azonban nem mentek közelebb, mert Ryan egyik lövése eltalálta Fordjuk hűtőt, és közben egy másik autó vette üldözőbe őket, amelyben két ügynök, Herman Hollis és Samuel P. Cowley ült. Nelsonék autója rohamosan vesztett a tempójából, így kénytelen volt megállni.
Hollis és Cowley mintegy harminc méterre állt meg tőlük, és az autójuk fedezékébe bújt. A kibontakozó tűzharcot, mintegy harmincan nézték végig. Nelson felesége, férje utasítására, távolabb, egy mezőre ment az autótól. Nelsont az oldalán találta egy lövés, ami miatt le kellett ülnie, közben Chase a Ford mögül tüzelt. Nelson olyan gyorsan adta le a lövéseket puskájából, hogy a szemtanúk azt hitték, gépfegyvert használ. Cowley összesen hatszor találta el Nelsont, mielőtt az meglőtte őt. Hollis sörétjei Nelson lábát találták el. Amikor Nelson elesett, a valószínűleg szintén sebesült Hollis jobb fedezéket próbált találni, de egy lövedék fejen találta.
Nelson túl rosszul volt, hogy vezessen, ezért Chase ült a volán mögé. A két férfi és Nelson felesége ezután Wilmette-be, a Walnut Streetre hajtott, ahol egy házban megbújtak. Nelsont hét lövedék találta el félautomata fegyverből, és tíz sörét volt a lábában. Baby Face Nelson aznap este 19.35-kor ágyban, felesége mellett halt meg. Hollis a kórházban halt bele fejsérülésébe, míg Cowley-val gyomorsebe végzett. Nelson holttestét egy árokban találták meg, a tetem egy takaróba volt csavarva. Helen Gillis később azt mondta, hogy ő takarta be, mert Nelson világéletében utálta a hideget. Helen Gillis hálaadás napján feladta magát. Egy évre ítélték férje rejtegetése miatt. Chase később az Alcatraz börtönszigetre került.

## Fordítás
- Ez a szócikk részben vagy egészben  a   The Battle of Barrington című angol Wikipédia-szócikk fordításán alapul.  Az eredeti cikk szerkesztőit annak laptörténete sorolja fel. Ez a jelzés csupán a megfogalmazás eredetét és a szerzői jogokat jelzi, nem szolgál a cikkben szereplő információk forrásmegjelöléseként.